# راجشاهي
راجشاهي (بالبنغالية রাজশাহী، كانت تعرف تاريخيًا باسم رامبور بواليا، وتلقب بمدينة التحرير)، هي مدينة حضرية في بنغلاديش والمركز الحضري والتجاري والتعليمي الرئيسي في ولاية البنغال الشمالية. وهي المقر الإداري لمحافظة ومقاطعة راجشاهي. تقع على الضفة الشمالية لنهر بادما، بالقرب من الحدود بين بنغلاديش والهند، ويبلغ عدد سكان المدينة أكثر من 763,952 نسمة.. ويحيط بالمدينة كلن من مدينيتي ساتليت نوهاتا وكاتاكالي، التي تجمعًا حضريًا يضم نحو مليون نسمة. تقع مدينة راجشاهي الحديثة في المنطقة القديمة من باندرافاردهانا. ويرجع تاريخ تأسيس المدينة إلى عام 1634، وفقًا لسجلات المكتوبة على ضريح الشيخ الصوفي حضرة شاه مخدوم. وأقام الهولنديون في القرن الثامن عشر مستوطنة لهم في راجشاهي. تأسست مدينة راجشاهي خلال فترة الحكم البريطاني في عام 1876. كانت العاصمة لشعب ولاية البنغال.
راجشاهي هي مركز الإدارة والتعليم والثقافية والتجارة الهامة في بنغلاديش اليوم. وهي مركز تاريخي لإنتاج الحرير. ومتحف البحوث فاريندرا، وهو أقدم متحف للبحوث من نوعه في بنغلاديش يقع في المدينة. والمدينة هي مقر لكثير من المؤسسات التعليمية الشهيرة في بنغلاديش. يقع المكتب الرئيسي لبنك راجشاهي للتنمية الزراعية وهيئة تنمية باريند متعددة الأغراض (بمدا) في المدينة. ومطار شاه مخدوم.

## المناخ
يظهر الجدول التالي التغييرات المناخية على مدار السنة لراجشاهي:
| البيانات المناخية لـراجشاهي       | البيانات المناخية لـراجشاهي | البيانات المناخية لـراجشاهي | البيانات المناخية لـراجشاهي | البيانات المناخية لـراجشاهي | البيانات المناخية لـراجشاهي | البيانات المناخية لـراجشاهي | البيانات المناخية لـراجشاهي | البيانات المناخية لـراجشاهي | البيانات المناخية لـراجشاهي | البيانات المناخية لـراجشاهي | البيانات المناخية لـراجشاهي | البيانات المناخية لـراجشاهي | البيانات المناخية لـراجشاهي |
| الشهر                             | يناير                       | فبراير                      | مارس                        | أبريل                       | مايو                        | يونيو                       | يوليو                       | أغسطس                       | سبتمبر                      | أكتوبر                      | نوفمبر                      | ديسمبر                      | المعدل السنوي               |
| --------------------------------- | --------------------------- | --------------------------- | --------------------------- | --------------------------- | --------------------------- | --------------------------- | --------------------------- | --------------------------- | --------------------------- | --------------------------- | --------------------------- | --------------------------- | --------------------------- |
| الدرجة القصوى °م (°ف)             | 30.0 (86.0)                 | 35.4 (95.7)                 | 40.3 (104.5)                | 45.1 (113.2)                | 44.8 (112.6)                | 43.6 (110.5)                | 39.7 (103.5)                | 35.5 (95.9)                 | 39.2 (102.6)                | 35.3 (95.5)                 | 34.3 (93.7)                 | 30.3 (86.5)                 | 45.1 (113.2)                |
| متوسط درجة الحرارة الكبرى °م (°ف) | 25.4 (77.7)                 | 28.0 (82.4)                 | 33.5 (92.3)                 | 35.9 (96.6)                 | 34.8 (94.6)                 | 33.3 (91.9)                 | 32.0 (89.6)                 | 32.0 (89.6)                 | 32.3 (90.1)                 | 31.9 (89.4)                 | 29.5 (85.1)                 | 26.1 (79.0)                 | 31.2 (88.2)                 |
| المتوسط اليومي °م (°ف)            | 18.5 (65.3)                 | 20.6 (69.1)                 | 25.7 (78.3)                 | 28.8 (83.8)                 | 29.1 (84.4)                 | 29.4 (84.9)                 | 28.9 (84.0)                 | 29.1 (84.4)                 | 29.1 (84.4)                 | 27.6 (81.7)                 | 23.5 (74.3)                 | 19.4 (66.9)                 | 25.8 (78.5)                 |
| متوسط درجة الحرارة الصغرى °م (°ف) | 10.2 (50.4)                 | 13.3 (55.9)                 | 18.0 (64.4)                 | 21.7 (71.1)                 | 23.5 (74.3)                 | 25.5 (77.9)                 | 25.9 (78.6)                 | 26.2 (79.2)                 | 25.9 (78.6)                 | 23.4 (74.1)                 | 17.6 (63.7)                 | 12.8 (55.0)                 | 20.3 (68.6)                 |
| أدنى درجة حرارة °م (°ف)           | 1.8 (35.2)                  | 3.9 (39.0)                  | 8.6 (47.5)                  | 10.8 (51.4)                 | 14.4 (57.9)                 | 20.3 (68.5)                 | 19.4 (66.9)                 | 18.3 (64.9)                 | 12.6 (54.7)                 | 11.4 (52.5)                 | 7.0 (44.6)                  | 4.2 (39.6)                  | 1.8 (35.2)                  |
| الهطول مم (إنش)                   | 13 (0.5)                    | 15 (0.6)                    | 27 (1.1)                    | 39 (1.5)                    | 129 (5.1)                   | 272 (10.7)                  | 301 (11.9)                  | 261 (10.3)                  | 234 (9.2)                   | 112 (4.4)                   | 14 (0.6)                    | 2 (0.1)                     | 1٬419 (56)                  |
| متوسط الرطوبة النسبية (%)         | 40                          | 35                          | 37                          | 40                          | 51                          | 79                          | 88                          | 85                          | 80                          | 66                          | 62                          | 59                          | 60                          |
| المصدر: WeatherBase.Com           |                             |                             |                             |                             |                             |                             |                             |                             |                             |                             |                             |                             |                             |

## معرض صور

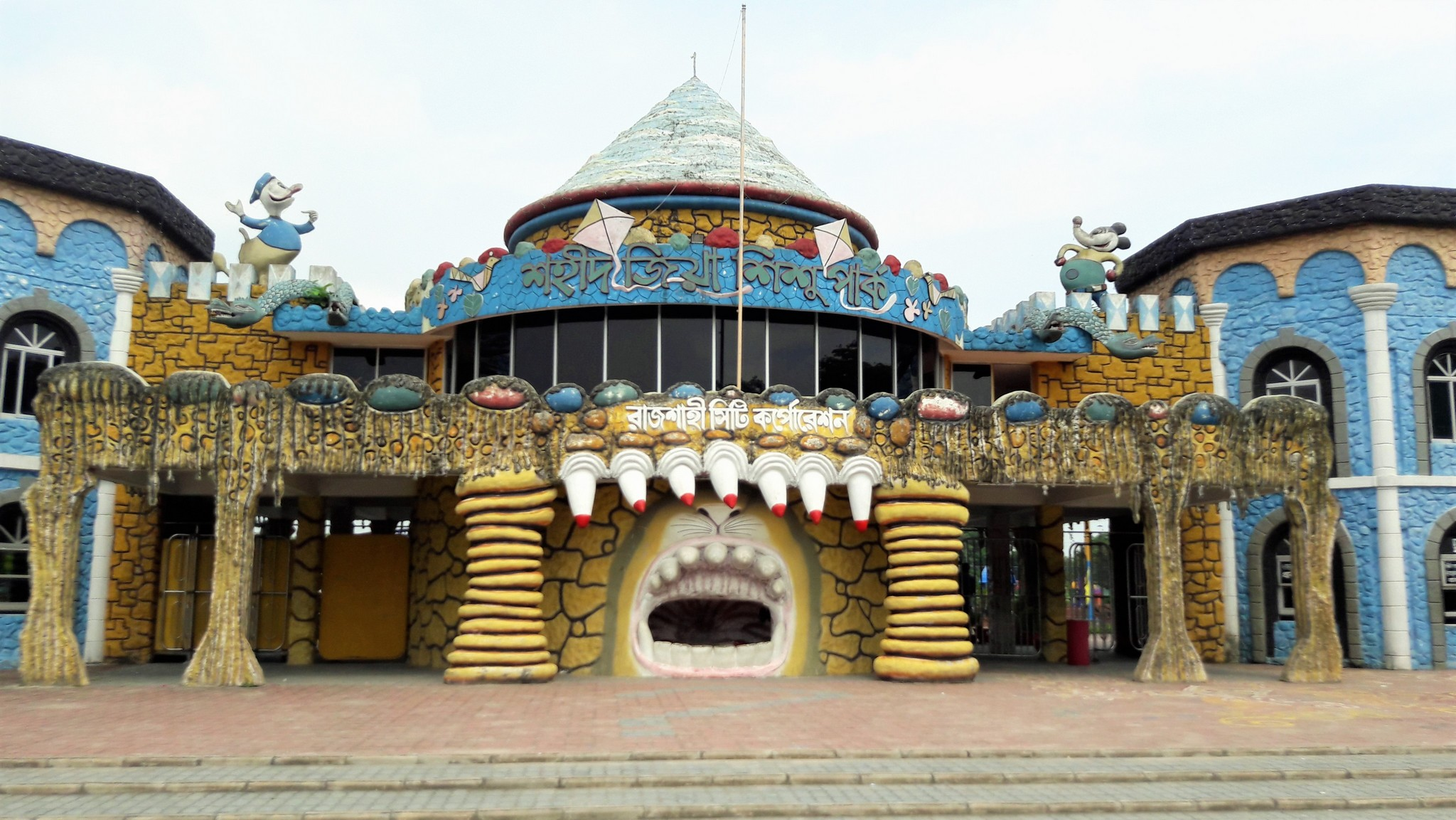
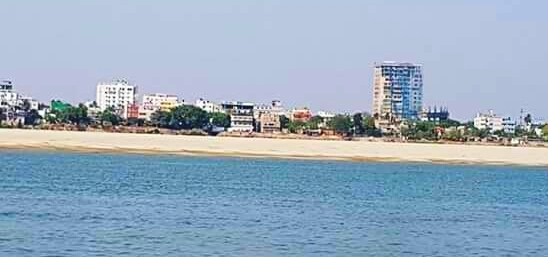
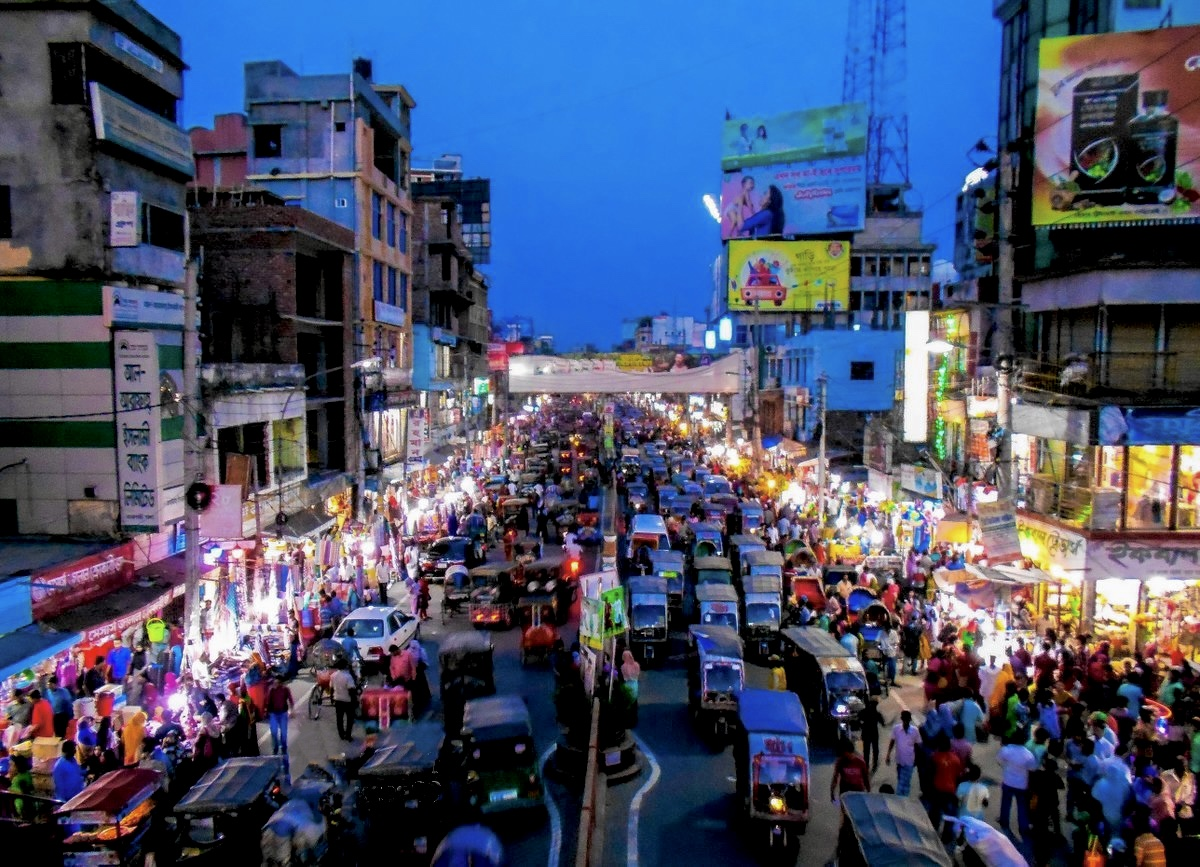
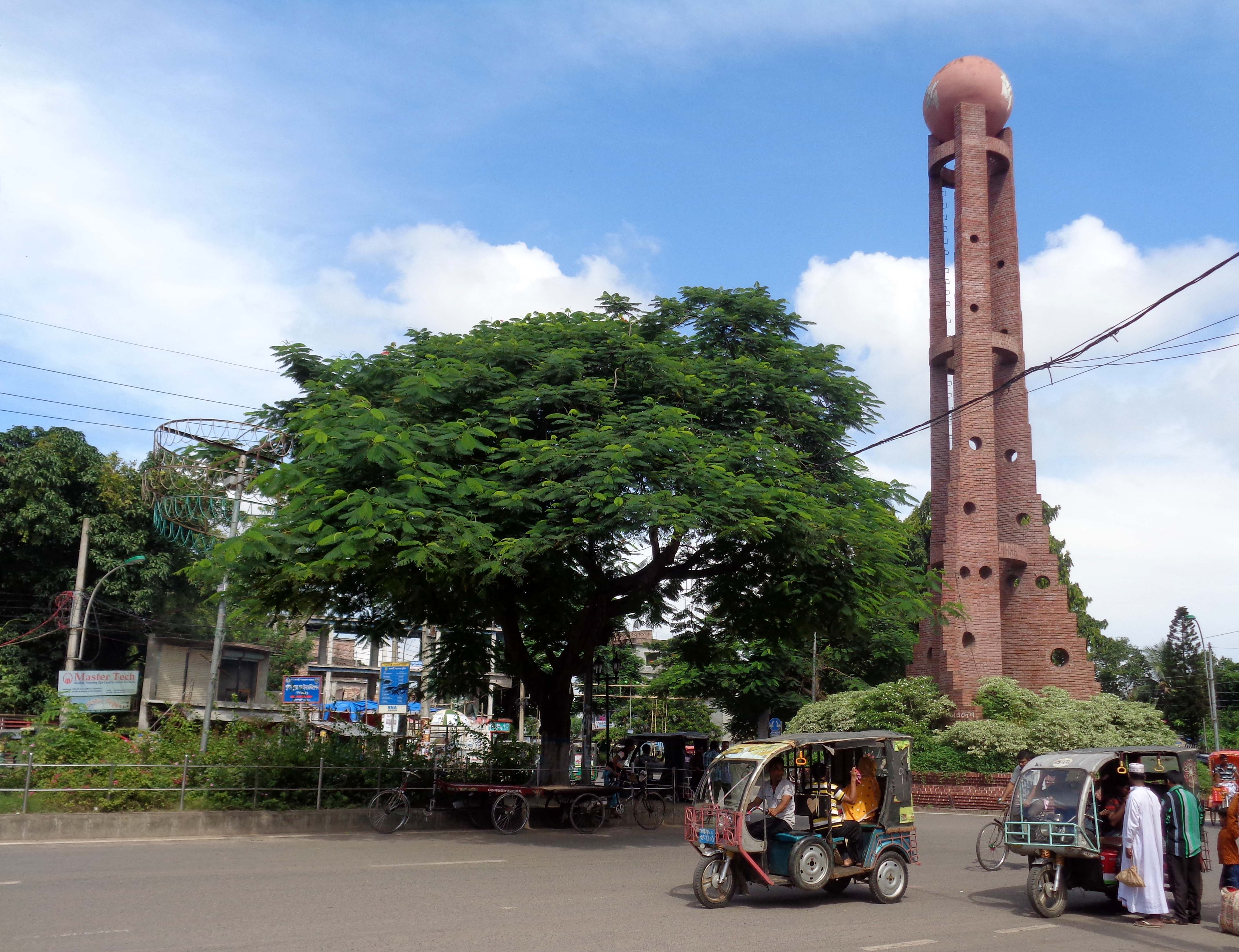
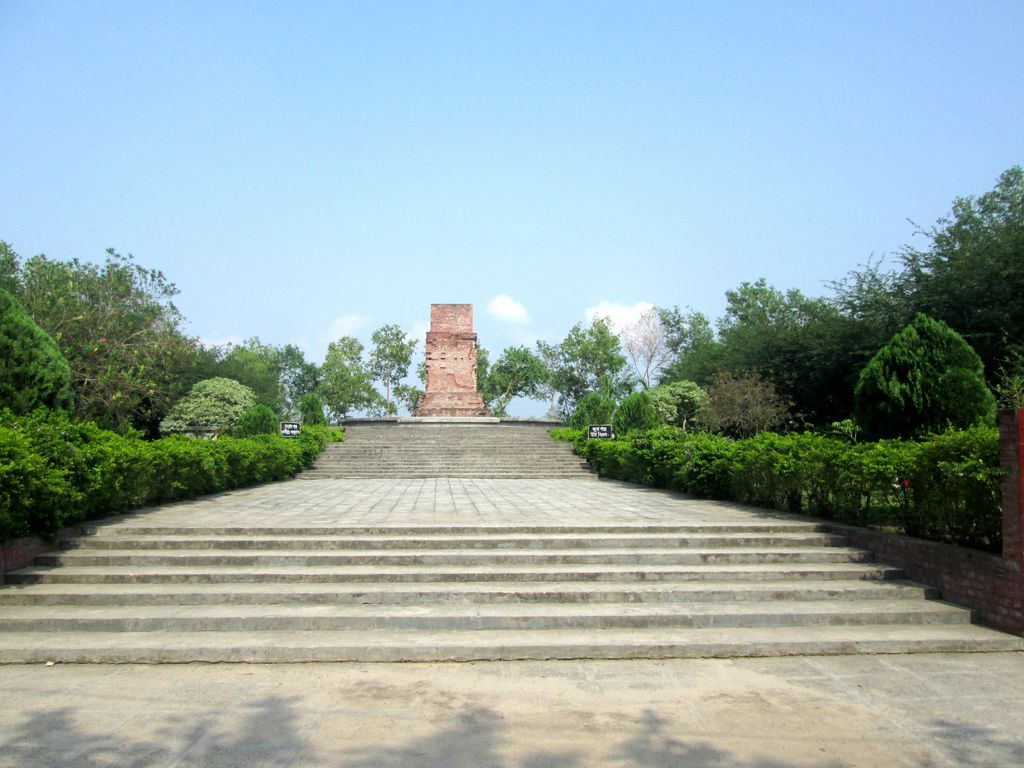

## توأمة
لراجشاهي اتفاقيات توأمة مع:
- كريستيانساند [8]